# 保姆 (电视剧)
《保姆》是刘新指导，陶虹等人出演的古现代都市电视剧，该作主要讲述的是保姆马晓惠与奇身边的人发生的故事。

## 剧情简介
马晓惠在遭遇恋爱失败后，于是去了一家人中当了保姆，并在这之中遇到了很多人，虽然说这家人最开始并不喜欢马晓惠，不过在之后的相处中，这家人接受了马晓惠。不仅如此，马晓惠还收獲了爱情，以及帮助得了绝症的前男友照看他的孩子。

## 演员表
- 陶虹
- 奚美娟
- 王志飞
- 李雨泽
- 郝平
- 童维佳
- 蒋宝英
- 李晨涛
- 王志华
- 吴玉芳

## 职员表
- 出品人:王志芳、皮平平
- 监制:陈梁、庄学军、杨文红、张平、孙雷、于勇
- 副导演:王义明
- 编剧:王丽萍
- 摄影:刘宝贵
- 剪辑:老六
- 道具:李伟
- 美术设计:将伯龄
- 服装设计:杨晓岚

## 音乐原声
- 主题曲
  - 曲名：再见了
  - 作词：韩葆
  - 作曲：王晓锋
  - 演唱：樊竹青

## 相關連結
- 豆瓣电影上《保姆》的資料 （简体中文）